# Zəylik (Daşkəsən)
Zeylik è un comune dell'Azerbaigian situato nel distretto di Daşkəsən. Conta una popolazione di 357 abitanti.